# ميروفنجيون

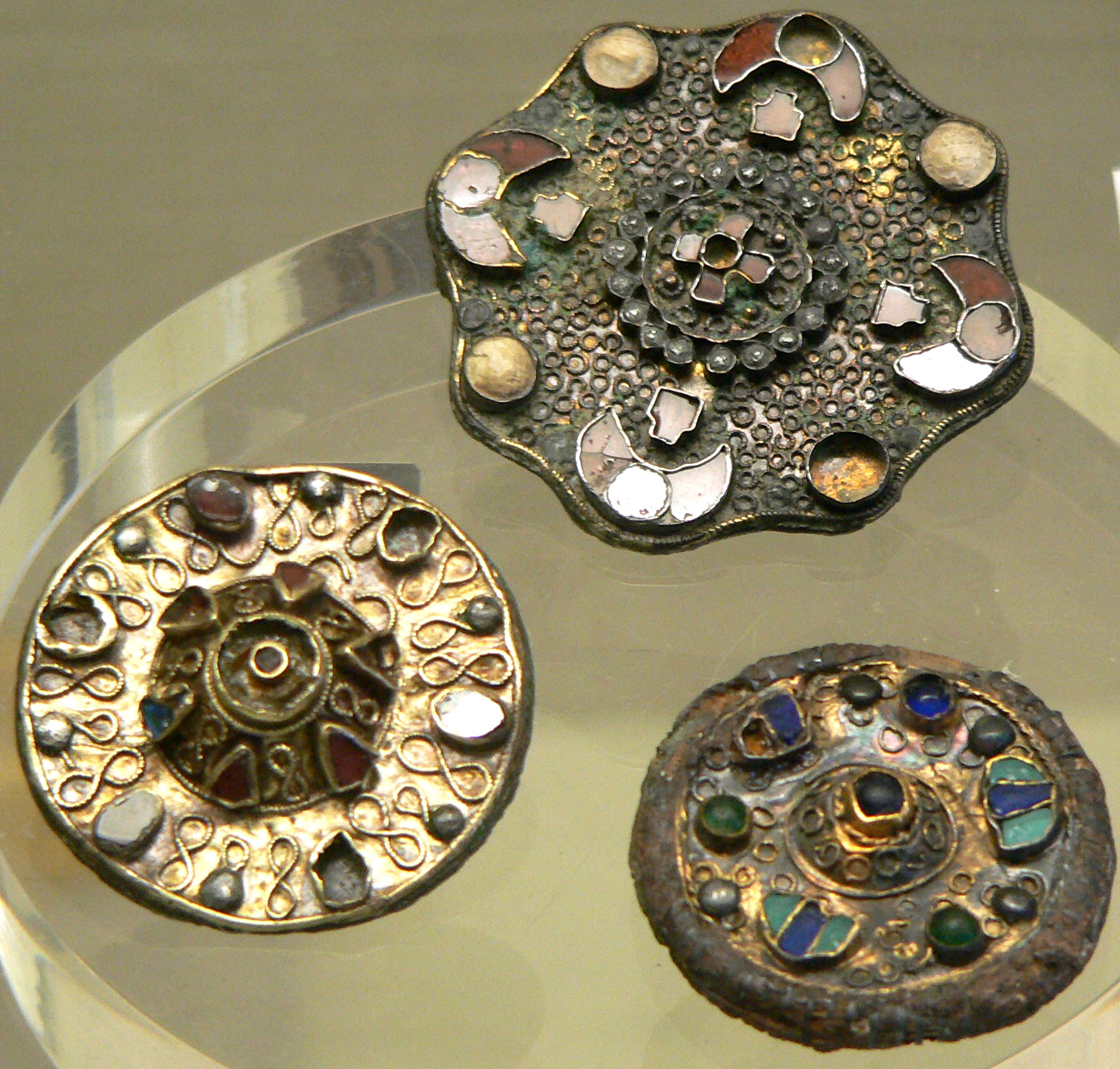
قلائد من تاريخ الإمارة القديمة للفرنكيين

كانت سلالة الميروفنجيين العائلة الحاكمة للفرنجة من نحو منتصف القرن الخامس حتى عام 751. برزوا أول الأمر باسم «ملوك الفرنجة» في الجيش الروماني لشمال بلاد الغال. وبحلول عام 509، وحدوا جميع الفرنجة والغال الرومانيين الشماليين تحت حكمهم. احتلوا معظم بلاد الغال، وهزموا القوط الغربيين (507) والبرغنديين (534)، وبسطوا حكمهم حتى رائيتيا (537). وفي جرمانيا، رضي الألامانيون والبافاريون والساكسونيون بسيادتهم. كانت مملكة الميروفنجيين أكبر وأقوى دول أوروبا الغربية بعد تفكك إمبراطورية ثيودوريك العظيم. ميلاد النبي محمد عام 570 ميلادي لكن بداية الاسلام 610 ميلادي و بداية التاريخ الهجري 623 م و بداية تحرك الجيوش الاسلامية في الشرق الاوسط و شمال افريقيا خلال سبعون عام حتى تاريخ 693م من بعدها دخول اسبانيا و البرتغال و صقيلية فكل ما سبق خلال مائة عام حتى معركة بلاط الشهداء فيما بعد
يُشتق اسم السلالة - وهو بلاتينية العصور الوسطى، ميروفنجي أو ميروينجي («أبناء ميروفيتش») - من أحد أشكال اللغة الفرنكية غير الموثقة، ومشابه لكلمة ميرويوينغ من الإنجليزية القديمة الموثقة، إذ تشكل نهايتها -ينغ لاحقة الاسم المنسوب للأب في الجرمانية النموذجية. اشتُق الاسم من ملك الفرنجة الساليين، ميروفيتش، الذي كان محور العديد من الأساطير. وعلى عكس الأنساب الملكية الأنجلو ساكسونية، لم يزعم الميروفنجيون أبدًا أنهم ينحدرون من إله، ولا يوجد دليل على أنهم كانوا يُعتبرون مقدسين.
كان شعر الميروفنجيين الطويل يميزهم عن الفرنجة، الذين كانوا يحلقون شعرهم عادة. وكان المعاصرون يشيرون إليهم أحيانًا باسم «الملوك ذوي الشعر الطويل». ولم يكن بإمكان الميروفنجيين الذين يحلقون شعرهم الحكم، وكان من الممكن إبعاد منافسهم عن الخلافة بحلق شعره وإرساله إلى دير. استخدم الميروفنجيون أيضًا مجموعة أسماء مميزة. فقد تطور اسم أحد منهم، وهو كلوفيس، إلى لويس وظل شائعًا بين أفراد العائلة المالكة الفرنسية حتى القرن التاسع عشر.
كان أول ملك ميروفنجي معروف هو شيلدريك الأول (توفي عام 481). اعتنق ابنه كلوفيس الأول (توفي عام 511) المسيحية النيقية، ووحد الفرنجة وغزا معظم بلاد الغال. تعامل الميروفنجيون مع مملكتهم على أنها وحدة واحدة ولكنها قابلة للتقسيم. قسم أبناء كلوفيس الأربعة المملكة فيما بينهم، وظلت مقسمة حتى عام 679 باستثناء أربع فترات قصيرة (558-561، 613-623، 629-634، 673-675). وقُسمت مجددًا بعد ذلك مرة واحدة فقط (717-718). كانت التقسيمات الرئيسية للمملكة هي أوستراسيا ونيوستريا وبرغندية وأكيتاين.
خلال القرن الأخير من حكم الميروفنجيين، خسر الملوك تدريجيًا سلطتهم السياسية الفعلية، وظلوا يحملون لقب ملك ولكن دورهم كان رمزيًا بمعظمه. وكانت السلطة الفعلية في أيدي عمدة القصر، وهو أعلى مسؤول تحت الملك. وفي 656، حاول العمدة غريموالد الأول وضع ابنه تشيلديبرت على العرش في أستراسيا. قُبض على غريموالد وأُعدم؛ لكن ابنه حكم حتى 662، إذ استعادت سلالة الميروفنجيين الحكم. وعندما توفي الملك ثيودوريك الرابع عام 737، استمر العمدة شارل مارتيل في حكم الممالك حتى وفاته عام 741. استعادت السلالة العرش مرة أخرى في 743، ولكن في 751، خلع نجل شارل، بيبين القصير، آخر ملوكهم، شيلدريك الثالث، وتوج نفسه، ليبدأ السلالة الكارولنجية.

## التاريخ
في 486، هزم كلوفيس الأول، ابن شيلدريك، سياغريوس، قائد عسكري روماني تنافس مع الميروفنجيين على السلطة في شمال فرنسا. فاز في معركة تولبياك ضد الألامانيين في 496، ووفقًا لغريغوري تورز، فقد اعتنق كلوفيس عقيدة زوجته كلوتيلدا الأرثوذكسية - أي المسيحية النيقية - في وقت كانت فيه القبائل الجرمانية الأخرى أريوسية بمعظمها. ثم مضى بعد ذلك ليهزم مملكة تولوز القوطية بشكل حاسم في معركة فويلي عام 507. وبعد وفاة كلوفيس، قُسمت مملكته بين أبنائه الأربعة. استمر تقليد التقسيم هذا على مدار القرن التالي. حتى عندما حكم العديد من ملوك الميروفنجيين ممالكهم الخاصة في وقت واحد، كانت المملكة - لا تختلف عن الإمبراطورية الرومانية المتأخرة - تُعتبر كيانًا واحدًا يحكمه بشكل جماعي عدة ملوك (كل منهم يحكم قسمًا واحدًا، تمامًا كما قُسمت الإمبراطورية الرومانية المتأخرة بين ما يصل إلى أربعة أباطرة). كانت وفاة أحد هؤلاء الملوك أو أكثر من شأنها أن تؤدي إلى إعادة توحيد المملكة بأكملها تحت حاكم واحد. وحتى عندما انقسمت تحت حكم ملوك مختلفين، حافظت المملكة على وحدتها وغزت برغندية في 534.
عند وفاة كلوفيس في 511، شملت مملكة الميروفنجيين بلاد الغال بأسرها باستثناء برغندية وكل جرمانيا الكبرى عدا ساكسونيا. وبعد سقوط القوط الشرقيين، غزا الفرنجة بروفانس كذلك. وبعدها، ظلت حدودهم مع إيطاليا (التي يحكمها اللومبارديون منذ 568) وسبتمانيا القوطية الغربية في حالة استقرار نسبي.

### تقسيم المملكة
داخليًا، انقسمت المملكة بين أبناء كلوفيس وفيما بعد بين أحفاده وشهدت في كثير من الأحيان حروبًا بين الملوك المختلفين، الذين تحالفوا فيما بينهم وضد بعضهم البعض. كانت وفاة أحد الملوك تؤدي إلى خلق صراع بين الأشقاء الأحياء وأبناء المتوفى، ينجم عنه نتائج مختلفة. لاحقًا، اشتدت الصراعات بسبب العداوة الشخصية حول برونهيلدا. ومع ذلك، لم تشكل الحروب السنوية دمارًا عامًا، في أغلب الأحيان، ولكنها اتخذت طابعًا تقليديًا تقريبًا، مع «قواعد» ومعايير ثابتة.

### إعادة توحيد المملكة
نجح كلوتير الثاني أخيرًا عام 613 في توحيد مملكة الفرنجة بأكملها تحت حاكم واحد.
أدت الحروب المتكررة إلى إضعاف السلطة الملكية، في حين حققت الطبقة الأرستقراطية مكاسب كبيرة وحصلت على تنازلات هائلة من الملوك مقابل دعمهم. وقد أدت هذه التنازلات إلى تقسيم السلطة المطلقة للملك وانتقالها إلى يد كبار حاملي لقب الكونت والدوق. فعليًا، لا يُعرف سوى القليل عن مسار القرن السابع بسبب ندرة المصادر، لكن الميروفنجيين ظلوا في السلطة حتى القرن الثامن.

### إضعاف المملكة
يُنظر عادةً إلى نجل كلوتير، داغوبيرت الأول (توفي عام 639)، عام الموافق 10 يناير 630م)تم فتح مكه و بدأت الجيوش الاسلامية السيطرة على الشرق الاوسط و في فرنسا داغوبيرت الاول الذي أرسل قوات إلى إسبانيا والأراضي السلافية الوثنية في الشرق، على أنه آخر ملك قوي من ملوك الميروفنجيين. ويُعرف الملوك اللاحقون باسم روا فينيان («الملوك الذين لا يفعلون شيئًا»)، على الرغم من حقيقة أن هذا اللقب استحقه آخر ملكين فقط. لم يكن الملوك، حتى الرجال الأقوياء الإرادة منهم مثل داغوبيرت الثاني وشيلبيريك الثاني، الأدوات الرئيسية للصراعات السياسية، إذ كان ذلك دور عمداء القصر، الذين فضلوا مصالحهم الخاصة على مصالح ملكهم في معظم الأحيان. اعتلى العديد من الملوك العرش في سن مبكرة وتوفوا في ريعان الشباب، مما أدى إلى إضعاف السلطة الملكية بشكل أكبر.

### العودة إلى السلطة
معركة وادي لكة وعُرفت أيضا باسم "شذونة" و"وادي برباط"، وقعت عام 92 هجري الموافق 711 ميلادي، استمرت 8 أيام وانتهت بانتصار جيش المسلمين الأموي بقيادة طارق بن زياد
انتهى الصراع بين العمداء عندما انتصر النمساويون بقيادة بيبين الأوسط في معركة تيرتري عام 687. بعد ذلك، أصبح بيبين، رغم أنه لم يكن ملكًا، الحاكم السياسي لمملكة الفرنجة وترك هذا المنصب إرثًا لأبنائه. أصبح عندئذ أبناء العمداء هم من يقسمون المملكة فيما بينهم تحت حكم ملك واحد. يجب ادراج انتصارات خالد بن الوليد في ارمينيا و القوفاز و الفرس و هزيمة الهون و الافار الذين كانوا سبب قلق لاوكرانيا و الامبراطورية الرومانية ولولا ذلك لا وجود لكيانات سياسية الى السالاف فيما بعد
بعد حكم بيبين الطويل، تولى ابنه شارل مارتل السلطة، وحارب النبلاء وزوجة أبيه. وقد أدت سمعته بالقسوة إلى تقويض موقف الملك. وتحت قيادة شارل مارتل، هزم الفرنجة المور في معركة تورز عام 732. مع تحديد حدود دولته جنوبا مع اسبانيا و ايطاليا و جبال الالب  وبعد أن درء انتصار الخان البلغاري تيرفيل وإمبراطور بيزنطة ليو الثالث الإيساوري على العرب بقيادة مسلمة بن عبد الملك في 718، محاولات الإسلام في التوسع في أوروبا الشرقية، حد انتصار شارل مارتل في تورز من توسعهم إلى غرب القارة الأوروبية. وخلال السنوات الأخيرة من حياته، حكم دون وجود ملك، ورغم توليه سلطة كهذه لم يحمل لقبًا أو اعتبارًا ملكيًا. وعين أبناؤه كارلومان وبيبين مرة أخرى زعيمًا صوريًا من الميروفنجيين (شيلدريك الثالث) من أجل وقف التمرد على أطراف المملكة. ومع ذلك، في 751، تمكن بيبين أخيرًا من إزاحة آخر الميروفنجيين، وبفضل دعم النبلاء ومباركة البابا زاكاري، أصبح واحدًا من ملوك الفرنجة.

## الملوك الميروفينجيون
- كلوديون الملتحي 428 - 448.م
- ميروفيوس 448 - 458.م
- شيلديريك الأول 458 - 481.م
- كلوفيس الأول 481 - 511.م
- شيلديبيرت الأول {ملك في باريس} 511 - 558.م
- كلوتير الأول {في سواسون} 511 - 561.م وملك على فرنسا 558 - 561.م
- كلودومير الأول {في أورليون} 511 - 524.م
- ثيودوريك الأول {في رايمز} 511 - 534.م
- ثيوديبيرت الأول {في رايمز} 534 - 548.م
- ثيوديبالد {في رايمز} 548 - 555.م ثمّ يستولي كلوتير ملك سواسون على رايمز عام 555.م.
- شيلبيريك الأول {في سواسون} 561 - 584.م
- جونترام {في بيرجندي وأورليون} 561 - 592.م
- سيجيبيرت الأول {في رايمز} 561 - 575.م
- شاريبيرت الأول {في باريس} 561 - 567.م
- شيلديبيرت الثاني {في رايمز} 575 - 595.م واستولى على عرش بيرجندي وأورليون عام 592.م
- ثيوديبيرت الثاني {في رايمز} 595 - 612.م
- ثيودوريك الثاني {في بيرجندي وأورليون} 595 - 613.م
- سيجيبيرت الثاني {في بيرجندي وأورليون} 613 - 613.م
- كلوتير الثاني {في سواسون} 584 - 629.م وملك على فرنسا 613 - 628.م
- داجوبيرت الأول 629 - 639.م
- شاريبيرت الثاني {في آكيتين} 629 - 632.م
- شيلبيريك {في آكيتين} 632 - 632.م
- سيجيبيرت الثالث {ملك على أوستراسيا} 639 - 656.م
- شيلديبيرت المتبنّى {ملك على أوستراسيا} 656 - 661.م ثم سقطت أوستراسيا بيد كلوتير الثالث ملك نيوستريا.
- كلوفيس الثاني {ملك على نيوستريا} 639 - 655.م
- كلوتير الثالث {ملك على نيوستريا} 655 - 673.م وملك على فرنسا 661 - 673.م
- شيلديريك الثاني {ملك على أوستراسيا} 662 - 675.م وملك على فرنسا 673 - 675.م
- ثيودوريك الثالث {ملك على نيوستريا} 675 - 691.م وملك على فرنسا 679 - 691.م
- كلوفيس الثالث {ملك على أوستراسيا} 675 - 676.م
- داجوبيرت الثاني {ملك على أوستراسيا} 676 - 679.م
- كلوفيس الرابع {ملك على فرنسا} 691 - 695.م
- شيلديبيرت الثالث {ملك على فرنسا} 695 - 711.م
- داجوبيرت الثالث {ملك على فرنسا} 711 - 715.م
- شيلبيريك الثاني 715 - 720.م
- كلوتير الرابع {ملك على أوستراسيا} 717 - 718.م
- ثيودوريك الرابع {ملك على فرنسا} 721 - 737.م
- شيلديريك الثالث {ملك على فرنسا} 743 - 751.م

في عام 751.م أعلن رئيس البلاط {بيبين الثالث القصير} عدم شرعية حكم شيلديريك الثالث لضعفه وعدم كفايته فخلعه بدعم من الباباوية في روما وتوّج نفسه ملكا على فرنسا ليكون أول الملوك الكارولنجيين.

## الكارولينجيين
خلال القرن الأخير من حكم الميروفنجيين، حكم شارل مارتل Chales Martel (المطرقة)، الذي كان بالاسم ناظراً للقصر (رئيس البلاط) ودوق استراسيا، غالة كلها تحت سلطان كلوتير الرابع (717-719) وثيودوريك الرابع ملك فرنسا (721 - 737.م).
كارل مارتل هو والد بيبين القصير وجد شارلمان. صد مارتل بعزيمته غارات الغاليين مستعيناً بالفريزيين والسكسون، وأعان بنيفاس Boniface وغيره من المبشرين على تنصير ألمانيا ولكنه حين اشتدت حاجته إلى المال صادر أراضي الكنيسة.
دفع شارل مارتل سلالة الميروفنجيين إلى دور احتفالي انتهى في انقلاب القصر في عام 751 م، عندما خلع رئيس البلاط بيبين القصير ابن تشارلز مارتل رسميا شيلدريك الثالث (Childeric III) أعلن بيبين عدم شرعية حكم شيلديريك الثالث لضعفه وعدم كفايته فخلعه بدعم من الباباوية في روما وتوّج نفسه ملكا على فرنسا، ليكون {بيبين الثالث القصير} أول الملوك الكارولنجيين وبداية حكم الكارولينجيين الملكي

## مواضيع متعلقة
- الإمبراطورية الكارولينجية
- إمبراطورية فرنكية